# はるがいったら
『はるがいったら』は、飛鳥井千砂による日本の小説。
第18回小説すばる新人賞を受賞した作者のデビュー作。

## あらすじ
両親の離婚で別々に暮らす園と行の姉弟は、お互い家族に気を遣いながら適度な距離感で交流を続けている。妥協知らずで完璧主義者の姉・園は、婚約者のいる幼なじみと不毛な恋愛関係から抜け出せずにいた。一方、虚弱体質で冷めた性格の弟・行は、幼い頃に園と拾った愛犬・ハルの介護をしながら、自らの進路に悩んでいた。
ある日、行が肺炎で入院することになり、園は自分のアパートでハルの面倒を見ることを申し出る。

## 登場人物
水原 園（みずはら その）
行の姉。23歳。デパートの受付カウンター嬢。ストイックな性格で、何事にも妥協しない完璧主義者。
両親の離婚後は母親に付いていき、現在は一人暮らしをしている。数年前から婚約者のいる幼なじみの恭司と曖昧な関係を続けている。
ファッションが好きで、スタイルも良いため周囲からモデルのようだと言われることもある。
自分にも他人にも厳しく甘えが許せないため友人は少なく、職場でも同僚達とは意識的に距離を置いている。
職業柄外面が良く仕事もテキパキとこなすが、裏では冷めた目で人間観察をしていることを数少ない友人の美佐に指摘されていた。
佐々 行（さっさ ゆき）
園の弟。高校3年生。身体が弱く、幼い頃から入退院を繰り返している。
高校には1年留年したのちに入学しているが元々頭が良いため、成績は優秀。
2年程自室でハルの介護をしており、自身の入院を機に園と交代する際には重要事項を細かく伝達していた。
両親の離婚後は父親の元に残り、現在はその再婚相手と連れ子の義兄と4人で暮らしている。
建築系の仕事に興味を持っているが、可能性を広げるためよりレベルの高い国立への進学も視野に入れている。
ハル
園が小学3年生、行が5歳の時に拾ってきた、柴犬に似た雑種犬。
14歳の老犬で、既に立ち上がることもできない寝たきりの要介護犬。
窪田 恭司（くぼた きょうじ）
園・行の幼なじみ。広告代理店に勤務している25歳。見た目も頭もよく、大学時代の先輩である3歳年上の沙織と婚約している。
当初は沙織を嫌っていたが、彼女の裏表のない純粋さに惹かれて交際を始めた。
その一方で園と浮気をしているがお互い割り切った関係であり、園には「沙織しか愛せないし、愛すつもりもない」と話している。
沙織（さおり）
恭司の婚約者。28歳。恭司とは同棲しており結婚間近。才色兼備なキャリアウーマンだが飾らない性格。
園とも面識があり友好的な関係だが、園と恭司が内緒で自分を裏切り浮気をしていることには気づいていない。
折笠 夏美（おりかさ なつみ）
行のクラスメイト。行は1年留年しているため、実際は1歳年下。
行とは仲が良く「ゆきちゃん」「なっちゃん」と呼び合っているが、お互い異性として意識しているわけではない。
入院した行を心配して何度もお見舞いに訪れたり、進路に悩む彼に本気で意見を述べている。
美佐（みさ）
行曰く、園の唯一の友人。高校時代から付き合いがあり、何でも話せる仲。
園と恭司との関係には度々苦言を呈している。
佐々 忍（さっさ しのぶ）
行の義兄。19歳。高校を中退し、カー用品店に勤めている。
ライオンのたてがみのような髪型をしており、見た目はチャラチャラしているが素直でさっぱりとした性格。
佐々 真奈美（さっさ まなみ）
行の義母。腰が低く誰に対しても申し訳なさそうな態度をとっており、「すみません」が口癖。
店の手伝いをしながら、週に3回ピアノ教室で先生をしている。若々しく華奢で可愛らしい女性。
園・行の父親とは離婚前から不倫関係にあったため、園からはよく思われていない。
水原 由理（みずはら ゆり）
園・行の実母。銀行員。スラッとした長身で、服装も髪型も手を抜かない。園は母親似である。
一見キツい口調が目立つが、子供達を思いやる気持ちは強い。離婚前から元夫と真奈美の不倫に気づいていた。
園・行の実父
中華料理店を営んでいる。園とは折り合いが悪く、顔を合わせても遠慮がちな会話しかしない。
西野 めぐみ（にしの めぐみ）
園の後輩。20歳。美人だが自己中心的な性格で、常に媚びるような話し方をする。
前述の項目に加え、接客業にもかかわらず香水がキツいため園からは苦手意識を持たれている。
園と交流を深めようと食事に誘っているが、毎回さりげなくかわされている。
小川（おがわ）
園のアパートの隣人。大学生。
園とは数回顔を合わせたことがある程度で、話したことはなかった。
堂島（どうじま）
園の同僚。同期だが四大出のため年齢は園の2歳上。同じく同僚の松田と交際していたが、園に告白するため別れた。
背が高く、爽やかで品もいいため園からも好感を持たれていたが恭司への想いに負けて振られる。
松田（まつだ）
園の後輩。20歳。同い年の西野とは対照的にハキハキした話し方をする。
園が珍しく本音で話した相手で、煙草を吸う姿に貫禄がある。堂島と別れた後、園に対して軽く探りを入れている。

## 書籍情報
- 単行本：集英社、2006年1月5日、ISBN 4-08-774792-1
- 文庫本：集英社文庫、2009年1月20日、ISBN 978-4-08-746393-4、表紙イラスト：いくえみ綾